# Geïmproviseerde strip
In de jaren zeventig van de 20e eeuw verkenden veel striptekenaars de mogelijkheden van het medium, een daarvan was de geïmproviseerde strip.

## Het ware verhaal van de onbekende soldaat
De eerste tekenaar die zich toelegde op een geïmproviseerd stripverhaal dat zich van plaatje naar plaatje tot stand laat komen was Jacques Tardi.
Hij tekende Het ware verhaal van de onbekende soldaat, een nachtmerrie-achtig stripverhaal over een delirium tijdens de laatste minuten van een stervende soldaat in de loopgraven.
Deze strip maakte hij, op het einde na, door te improviseren om hiermee het van de hak op de tak-karakter van de droom na te bootsen. Hierna maakte Tardi samen met Jean-Claude Forest Het Besloten Land met dezelfde werkwijze.

## Andere verhalen
- Moebius -De Hermetische garage (Ook uitgegeven als Majoor Fataal).
- Baudoin - De Eerste Reis
- Baudoin - De Reis (pocket)
- Daniel Clowes tekende het op de films van David Lynch gebaseerde Like a velvet glove cast in iron.
- Chester Brown tekende een soortgelijk album Ed the happy clown.
- Tim van Broekhuizen tekent en schrijft improviserend de stripreeks Django